# Miguel Delgado y León
Miguel Delgado y León (San Salvador, alcaldía mayor de San Salvador, Capitanía General de Guatemala siglo XVIII - El Salvador siglo XIX) fue uno de los principales líderes del primer y segundo movimiento independentista ocurridos en San Salvador en los años de 1811 y 1814 respectivamente; después del último sería arrestado y reducido a prisión hasta ser liberado por un indulto concedido por el rey Fernando VII en 1818. Luego de la independencia se desempeñaría como director del montepío de cosecheros de añil, provisor de víveres del ejército salvadoreño (durante la guerra civil centroamericana), y administrador de la casa de la moneda.

## Biografía
Miguel Delgado y León nació en la ciudad de San Salvador, alcaldía mayor de San Salvador, Capitanía General de Guatemala, en el siglo XVIII; siendo hijo de Pedro Delgado Matamoros, y de Mariana de León Mejía y Lobato Suárez (quienes contrajeron matrimonio en 1760). Tenía como hermanos a Francisco, Juan, Manuel, Josefa, Mercedes y al presbítero José Matías Delgado.
Para el año de 1807, según lo refiere el intendente Antonio Gutiérrez y Ulloa, era dueño junto con sus hermanos de la haciendas Buenavista (ubicada en el partido o distrito de San Salvador) y Santa Crúz (en el partido de San Vicente); la primera estaba ubicada a 9 leguas de San Salvador, comprendía 24 caballerías y se dedicaba al cultivo de añil, maíz y cría de ganado; y la segunda, estaba ubicada a 6 leguas de San Vicente y se dedicaba únicamente al cultivo de añil.
A inicios de 1810, en el interior del ayuntamiento de la ciudad de San Salvador, los miembros de las familias Arce y Delgado tuvieron enfrentamientos con el intendente Antonio Gutiérrez y Ulloa, y los regidores Juan Palmas Rosales y Gregorio Salazar; a raíz de ello, el 9 de febrero de ese año, Miguel Delgado le escribiría una carta al presidente-gobernador y capitán general de Guatemala Antonio González Mollinedo y Saravia. Esto era parte de los conflictos y discusiones que había al interior del ayuntamiento entre los peninsulares y los criollos; estos conflictos, que si bien ya existían con anterioridad, irían incrementándose y conformando grupos antagónicos a partir del año de 1808 (cuando las tropas francesas de Napoleón Bonaparte ocuparon España y aprisionaron a la familia real).

### Primer movimiento independentista
En la mañana del 5 de noviembre de 1811, el alcalde primero y corregidor Manuel de Morales lo designaría como juez de policía para que se encargarse de reducir a prisión y de desarmar a todos los peninsulares que se encontraban en San Salvador; dando inicio así el primer movimiento independentista.
A las 8 de la mañana asistiría, con Morales y sus hermanos Juan, Manuel y Francisco Delgado, a la casa que compartían con sus hermanos; donde el presbítero José Matías los llamó para que escuchasen la sugerencia del abogado Juan Miguel de Bustamante sobre qué en lugar de llevar a los peninsulares a la cárcel los llevasen a los conventos; lo que sería aceptado y efectuado.
A partir de la tarde del 5 de noviembre, se haría cargo (junto con su hermano Manuel Delgado), hasta el final del movimiento independentista, de la seguridad y atención del intendente Antonio Gutiérrez y Ulloa, quien al siguiente día sería sustituido en su cargo por el ministro contador José Mariano Batres y Asturias.
Debido a la amenaza de un ataque inminente, proveniente de Sonsonate y las poblaciones principales de la intendencia (San Vicente y San Miguel) que estaban en contra del movimiento insurgente, buscaría organizar las defensas de la ciudad; para lo cual, el 11 de noviembre, el intendente Batres autorizaría que se le entregasen 300 pesos de las cajas reales. Sin embargo, el ayuntamiento de la ciudad de Guatemala buscaría resolver la situación de modo pacífico enviando a José Alejandro de Aycinena (como nuevo intendente) y a José María Peinado.
El 3 de diciembre de 1811, Aycinena y Peinado llegarían a San Salvador donde entablarían negociaciones con los líderes del movimiento. En el caso de Miguel Delgado, se encargaría de recibir a Peinado; y días después les entregaría 300 fusiles, lo que causaría disgusto en las gentes de San Salvador, y les pasaría la resolución de la ciudad para fabricar cañones con los planos y diseños de José Guillermo Castro.
Según testimonio dado por Silvestre Anaya (en octubre de 1814), a las 11 de la mañana del 3 de diciembre de 1811, Manuel Antonio Marure les ofrecería a los líderes del movimiento un plan para continuar con la insurrección y aprisionar a Aycinena y a Peinado; dicha idea sería apoyada por Miguel Delgado y los demás líderes del movimiento, pero no se llevaría a cabo debido a oponerse a ella el presbítero José Matías Delgado. Posteriormente, el 10 de marzo de 1812, se concedería un indulto a los implicados en el movimiento independentista.

### Segundo movimiento independentista
En 1813, según su juicio de infidencia (del año de 1814), no participó en las elecciones municipales pero si en las de cortes generales y de la diputación provincial. Asimismo, formó parte de las reuniones que ese año y al siguiente buscaban realizar una nueva insurrección; y (junto con Juan Manuel Rodríguez y Santiago José Celis) le escribiría una carta al independentista mexicano el presbítero José María Morelos.
El 24 de enero de 1814, según el testimonio del soldado voluntario Pedro Garay, luego que el alcalde segundo de San Salvador Pedro Pablo Castillo mandase a tocar las campanas del cabildo para que la gente se aglomerara (dando inicio al segundo movimiento independentista, en la tarde de ese día), se presentaría en la sacristía de la iglesia parroquial; donde junto con Castillo, el alcalde primero Juan Manuel Rodríguez, Manuel José Arce, Domingo Antonio de Lara, y Juan Aranzamendi, se reunirían en una junta en el cuarto de los sacristánes, en la que Juan Isidro Hoyos escribiría y enviaría lo dicho ahí a las demás poblaciones de la intendencia de San Salvador.
A las ocho de la noche, luego que el intendente José María Peinado ordenase la liberación de los presos de los barrios Remedios y Candelaría, se encargaría de sacarlos y conducirlos a su casa, donde se plaríaaría la manera de encerrar a los peninsulares en sus viviendas. Posteriormente, se trasladaría con los presos liberados a la sacristía de la parroquia, donde los esperaba el alcalde Castillo; pero, dejaría a poco tiempo la a sacristía debido a tener cosas por hacer.
En la medianoche, debido a los disparos ocurridos en la zona de la iglesia San Francisco, todos los que se encontraban en la sacristía se habían trasladado a las afueras de la casa de Miguel Delgado, ocupando ambas aceras; paulatinamente, conforme amanecía, cada uno de los presentes se iría retirando.
El 27 de enero sería arrestado y todos sus bienes embargados; igualmente, ese día, sufrirían el mismo destino el regidor Crisógono Pérez, Santiago Rosales y Eusebio Mena. Entre los bienes de Miguel Delgado, se encontraría una copia de la carta a Morelos, el borrador del bando que se pensaba publicar, y los capítulos principales de la nueva constitución que se pensaba sancionar.
El 17 de mayo de 1817 sería condenado a guardar prisión 8 años en las cárceles europeas y se le impediría ejercer algún cargo político luego de ese tiempo; sin embargo, no se llegaría a cumplir dicha sentencia, ya que en un indulto dado por el rey Fernando VII en 1818, lo liberaría a él y a los demás que estaban presos por haber participado en el movimiento independentista.

### Sucesos posteriores a la independencia
Luego de que su hermano (el presbítero José Matías) fuese designado como intendente-jefe político de la provincia de San Salvador por la junta provisional consultiva de Guatemala, en octubre de 1821, sería nombrado como director del montepío de cosecheros de añil. Más adelante, en febrero de 1823, debido a la derrota de San Salvador ante el imperio mexicano, sería apartado de ese cargo; siendo reinstalado poco tiempo después, para el tiempo de la declaración de independencia absoluta de las Provincias Unidas de Centroamérica.
El 14 de marzo de 1824 fue uno de los presentes destacados, en el acto de celebración por la instalación del congreso constituyente del estado del Salvador. Asimismo, el 13 de mayo de ese año, presentaría (a través de la secretaría de estado) una solicitud al congreso constituyente para que se le pagasen los sueldos que dejó de recibir durante la ocupación del imperio mexicano.
En 1826 sería uno de los comisionados para proveer de vivires a los soldados salvadoreños durante la guerra civil centroamericana; también sería encargado de la administración de la casa de la moneda de San Salvador, y en 1835 se le comisionaría para acuñar monedas provisionales para El Salvador y Honduras. Luego de ello no se sabe más de él, falleciendo en algún momento antes o después de la caída de la federación centroamericana.